# 221712 Moléson
221712 Moléson è un asteroide della fascia principale. Scoperto nel 2007, presenta un'orbita caratterizzata da un semiasse maggiore pari a 2,6354539 au e da un'eccentricità di 0,1938535, inclinata di 5,48427° rispetto all'eclittica.
L'asteroide era stato inizialmente battezzato 221712 Moleson per poi essere corretto nella denominazione attuale.
L'asteroide è dedicato all'omonima vetta delle Prealpi Svizzere.